# 8301 Haseyuji
8301 Haseyuji eller 1995 BG2 är en asteroid i huvudbältet som upptäcktes den 30 januari 1995 av den japanska astronomen Takao Kobayashi vid Ōizumi-observatoriet. Den är uppkallad efter Yuji Hase.
Asteroiden har en diameter på ungefär 6 kilometer.